# Фансянь
Фанся́нь (кит. упр. 房县, пиньинь Fáng xiàn) — уезд городского округа Шиянь провинции Хубэй (КНР).

## История
Ещё во времена империи Цинь в этих местах был образован уезд Фанлин (房陵县). В средние века была образована область Фанчжоу (房州), власти которой разместились в уезде Фанлин. В 1342 году уезд Фанлин был расформирован, а его земли перешли под непосредственное управление областных властей. В 1377 году область была понижена в статусе до уезда — так появился уезд Фансянь.
Во времена империи Мин восточная часть уезда Фансянь была в 1498 году выделена в отдельный уезд Баокан.
В 1949 году был образован Специальный район Лянъюнь (两郧专区) провинции Шэньси, и уезд вошёл в его состав. В 1950 году Специальный район Лянъюнь был передан из провинции Шэньси в провинцию Хубэй, где получил название Специальный район Юньян (郧阳专区). В 1952 году Специальный район Юньян был присоединён к Специальному району Сянъян (襄阳专区).
В 1965 году Специальный район Юньян был воссоздан. В 1970 году Специальный район Юньян был переименован в Округ Юньян (郧阳地区).
В 1994 году решением Госсовета КНР город Шиянь и округ Юньян были объединены в городской округ Шиянь.

## Административное деление
Уезд делится на 12 посёлков и 8 волостей.